# 金甫美 (1987年)
金甫美（1987年5月15日—），韓國女演員。

## 演出作品

### 電視劇
- 2008年：SBS《風之畫師》
- 2011年：SBS《我的女兒是花兒》飾演 周紅丹
- 2012年：KBS《愛情啊愛情啊》飾演 金末年
- 2013年：MBC《九家之書》飾演 淡兒
- 2013年：浙江衛視《幸福的麵條》飾演 徐玉婷
- 2013年：tvN《籃球》飾演 美淑
- 2013年：KBS《恩熙》飾演 蘿拉金／金亨淑
- 2013年：SBS《主君的太陽》飾演 善英
- 2013年：SBS《來自星星的你》飾演 敏兒 (女主角的造型助理)
- 2014年：SBS《異鄉人醫生》飾演 金雅英
- 2014年：tvN《我的秘密飯店》 飾演 許英美
- 2015年：SBS《看見味道的少女》飾演 便利店員工
- 2015年：KBS《Assembly》飾演 宋昭玟
- 2016年：OCN《鄰家英雄》飾演 小美
- 2016年：騰訊視頻《黑色貓咪》
- 2017年：JTBC《Man to Man》飾演 朴頌伊
- 2017年：JTBC《不知不覺18》飾演 吳伊度
- 2018年：MBC《入贅丈夫吳作鬥》飾演 方正美
- 2018年：Olive《恩珠的房間》飾演 朴有珍
- 2019年：KBS《僅此一次的愛情》飾演 金妮娜

### 電影
- 2010年：《血之期中考2》
- 2011年：《陽光姐妹淘》飾演 柳福熙
- 2012年：《我的PS搭檔》
- 2014年：《白專家》
- 2014年：《這貨是主人》
- 2017年：《不汗黨：壞傢伙們的世界》飾演 Ocean貿易廣告美女（友情出演）

### 微電影
- 2014年：《一線鍾情》

### MV
- 2011年：B1A4《OK》